# The Big Bang Theory/Staffel 12
Die Erstausstrahlung der zwölften Staffel der US-amerikanischen Sitcom The Big Bang Theory war vom 24. September 2018 bis zum 16. Mai 2019 auf dem US-amerikanischen Fernsehsender CBS zu sehen. Es ist die letzte Staffel der Serie. Die deutschsprachige Erstausstrahlung wurde vom 1. Januar 2019 bis zum 12. November 2019 auf dem Schweizer Privatsender 3+ gesendet. Der deutsche Free-TV-Sender ProSieben sendete die Staffel vom 7. Januar 2019 bis zum 25. November 2019.

## Darsteller
| Rollenname                                   | Schauspieler   |
| -------------------------------------------- | -------------- |
| Dr. Leonard Leakey Hofstadter                | Johnny Galecki |
| Dr. Dr. Sheldon Lee Cooper                   | Jim Parsons    |
| Penny Hofstadter                             | Kaley Cuoco    |
| Howard Joel Wolowitz, M. Eng.                | Simon Helberg  |
| Dr. Rajesh „Raj“ Ramayan Koothrappali        | Kunal Nayyar   |
| Dr. Bernadette Maryann Rostenkowski-Wolowitz | Melissa Rauch  |
| Dr. Amy Farrah Fowler                        | Mayim Bialik   |
| Stuart Bloom                                 | Kevin Sussman  |

## Episoden
| Nr. (ges.) | Nr. (St.) | Deutscher Titel                      | Originaltitel                   | Erstausstrahlung USA | Deutschsprachige Erstausstrahlung (CH) | Regie           | Drehbuch | Quoten (USA) |
| --- | --------- | ------------------------------------ | ------------------------------- | -------------------- | -------------------------------------- | --------------- | --- | ------------ |
| 256 | 1         | Der unzufällige Zufallssex           | The Conjugal Configuration      | 24. Sep. 2018        | 1. Jan. 2019                           | Mark Cendrowski | Steve Holland, Maria Ferrari & Jeremy Howe Idee: Chuck Lorre, Eric Kaplan & Tara Hernandez                                                                                      | 12,92 Mio.   |
| Sheldon und Amy starten ihre Flitterwochen im Legoland in New York. Den Koitus hat Sheldon in einen Zeitplan eingetragen. Sheldons fehlende Spontaneität nervt Amy. Sheldon entschuldigt sich bei Amy, macht ihr klar, dass der Zeitplan nur dazu gedacht war, ihre Intimität nicht zu vergessen, und verspricht, einen Pseudo-Zufalls-Zeitplan-Algorithmus dafür zu programmieren. Raj berichtet für Channel 3 live über einen bevorstehenden Meteoritenschwarm. Er beleidigt dabei Neil deGrasse Tyson und die Sendung wird daraufhin beendet. Raj startet eine Twitter-Fehde mit Dr. Tyson. Er beendet diese erst, als er von Dr. Tyson angerufen wird. Dr. Tyson ruft auch Bill Nye an, der sofort auflegt. Amys Vater Larry versteckt sich vor seiner Frau in Amys Wohnung, wird aber von Amys Mutter gefunden. Leonard vergleicht deren Ehe mit seiner, was Penny verärgert. Er entschuldigt sich am nächsten Morgen erfolgreich bei ihr. Als Amys Mutter mehr Zeit mit Penny verbringen will, schmeißt Penny Larry aus Amys Wohnung. |           |                                      |                                 |                      |                                        |                 | |              |
| 257 | 2         | Das Dankeskarten-Mysterium           | The Wedding Gift Wormhole       | 27. Sep. 2018        | 8. Jan. 2019                           | Mark Cendrowski | Dave Goetsch, Eric Kaplan & Andy Gordon Idee: Steve Holland, Steven Molaro & Maria Ferrari                                                                                      | 12,04 Mio.   |
| Beim Schreiben der Dankeskarten für ihre Hochzeitsgeschenke fragen sich Sheldon und Amy nach dem Zweck eines durchsichtigen Glasstabs, den sie von Leonard und Penny bekommen haben. Da ihnen niemand verraten will, dass es sich dabei um einen Chakra-Stab von Raj handelt, der zweimal weiterverschenkt wurde, begeben sie sich auf eine Schnitzeljagd, die sie zu einem Fotoanhänger und einer Sonnenbrille aus der Fundsachen-Schachtel ihres Lieblingscafés führt. Begeistert revanchieren sie sich mit der Verschlüsselung des WLAN-Passworts von Leonard und Penny. Für ein Date mit seiner Angestellten Denise färbt sich Stuart die Haare und trägt zu viel Selbstbräuner auf. Sie geht trotzdem mit ihm aus, kann sich aber ihre bissigen Kommentare über sein Aussehen nicht verkneifen. Verzweifelt über sein nicht vorhandenes Liebesleben, bittet Raj seinen Vater, eine Ehe für ihn zu arrangieren. |           |                                      |                                 |                      |                                        |                 | |              |
| 258 | 3         | Der indische Heirats-Fragebogen      | The Procreation Calculation     | 4. Okt. 2018         | 15. Jan. 2019                          | Mark Cendrowski | Steve Holland, Maria Ferrari & Anthony Del Broccolo Idee: Chuck Lorre, Tara Hernandez & Adam Faberman                                                                           | 12,29 Mio.   |
| Raj plant sein erstes Date mit Anu, der Frau, die sein Vater für ihn ausgesucht hat. Er hat vorher einen indischen Heirats-Fragebogen ausgefüllt, den er auch an Leonard und Penny verschicken will, da Leonard Pennys Traumurlaub nicht kennt. Bei der Beantwortung kommt heraus, dass Penny eigentlich keine Kinder möchte. Bernadette versucht, sie vom Gegenteil zu überzeugen. Als Penny dies gegenüber Leonard, der irgendwann Kinder möchte, bekräftigt, stürmt dieser wutentbrannt aus der Wohnung. Amy zeigt sich bitter enttäuscht, da sie vorhatte, gleichzeitig mit Penny Kinder aufzuziehen. Als Penny sich bei Leonard entschuldigen möchte, der sich zunächst mit seinem Leben an Pennys Seite zufrieden zeigt, ruft ihr Vater an, um ihr die Aussicht auf fehlende Enkelkinder vorzuwerfen. Leonard bekommt von Penny schließlich eine Fahrt im Batmobil geschenkt. Stuart zeigt Denise sein Zimmer und macht romantische Musik an, was Howard und Bernadette beunruhigt. Als sie selbst Musik anmachen, um intim zu werden, wecken sie die Kinder. Anu ist direkt und selbstbewusst, was Raj verunsichert. Seine Hochzeitspläne werden vor allem von Howard abgelehnt. Raj wirft ihm vor, seine Kultur zu beleidigen. Howard entschuldigt sich später bei ihm. Als Anu das Thema Finanzen und Steuern anspricht, macht Raj als Romantiker zunächst einen Rückzieher, sagt dann aber ja, als Anu ihm einen Antrag macht.                                      |           |                                      |                                 |                      |                                        |                 | |              |
| 259 | 4         | Die Tam-Turbulenzen                  | The Tam Turbulence              | 11. Okt. 2018        | 22. Jan. 2019                          | Mark Cendrowski | Dave Goetsch, Eric Kaplan & Jeremy Howe Idee: Steve Holland, Steven Molaro & Maria Ferrari                                                                                      | 12,94 Mio.   |
| Tam, Sheldons bester Freund aus Kindheitstagen, möchte seinem Sohn die Caltech zeigen. Da Sheldon seit 20 Jahren nicht mit ihm gesprochen hat, versuchen Leonard, Howard und Raj auf Sheldons Feindesliste einen Grund für die lange Pause zu finden. Tams Name steht in der Liste. Um den Grund zu ermitteln, sprechen sie direkt mit Tam. Sheldon wirft ihm vor, nicht mit nach Kalifornien gezogen zu sein. Als Leonard dies idiotisch findet, bestimmt Sheldon vorübergehend Howard zu seinem besten Freund. Nach einem Gespräch mit Amy verzeiht er Tam und Leonard, da sein Leben auch so großartig verlaufen ist. Penny und Bernadette beginnen, Informationen über Rajs Verlobte Anu zu sammeln. Sie besuchen Anu bei der Arbeit an der Hotelrezeption. Bei einem gemeinsamen Abendessen verstehen sie sich großartig. Bei dem Gespräch wird auch Rajs weibliche Seite ausführlich besprochen, worüber sich Raj anschließend heftig aufregt. Penny und Bernadette planen ein zweites Treffen mit Anu zur Schadensbegrenzung. |           |                                      |                                 |                      |                                        |                 | |              |
| 260 | 5         | Die Planetariums-Bromanze            | The Planetarium Collision       | 18. Okt. 2018        | 29. Jan. 2019                          | Mark Cendrowski | Steve Holland, Maria Ferrari & Tara Hernandez Idee: Eric Kaplan, Andy Gordon & Alex Ayers                                                                                       | 12,22 Mio.   |
| Sheldon und Amy arbeiten weiter an ihrer Asymmetrie-Theorie. Da Amy aber auch an ihren eigenen Projekten arbeitet, lässt Sheldon Amy durch den Universitätspräsidenten von ihrer Forschung abziehen. Amy reagiert verärgert, da sie Jahre in ihre Forschung investiert hat. Auch ein Gespräch mit Präsident Siebert bringt keine Klärung. Nach einem Traum von Professor Proton weckt Sheldon Amy, um ihren Streit zu schlichten. Amy erklärt ihm, dass sie Angst hat, ihre eigenen Dinge in der Beziehung zu verlieren. Sheldon entschuldigt sich bei ihr. Howard möchte Raj bei seinem Planetariums-Vortrag unterstützen. Raj lehnt aber ab, was Howards Gefühle verletzt. Er versichert ihm, keine Probleme damit zu haben, mit Howard im Rampenlicht zu stehen. Schließlich stimmt er zu, hat aber Angst, dass Howard ihm die Show stiehlt. Im Planetarium preisen sie sich gegenseitig in den höchsten Tönen und gestehen sich ihre freundschaftliche Liebe füreinander, was Bernadette irritiert. |           |                                      |                                 |                      |                                        |                 | |              |
| 261 | 6         | Die Imitations-Irritation            | The Imitation Perturbation      | 25. Okt. 2018        | 5. Feb. 2019                           | Mark Cendrowski | Eric Kaplan, Jeremy Howe & Adam Faberman Idee: Steve Holland, Maria Ferrari & Tara Hernandez                                                                                    | 12,99 Mio.   |
| Howard verkleidet sich zu Halloween als Sheldon. Dies wird von Sheldon zunächst nicht verstanden. Als ihn Leonard und Raj lachend darauf hinweisen, wird ihm klar, wie viel Anlass zum Spott er für die Clique liefert. Amy verlangt, dass sich Howard bei Sheldon entschuldigt. Bernadette möchte, dass die beiden das unter sich klären. Zur Halloweenparty erscheinen Sheldon und Amy als Howard bzw. Bernadette. Beleidigt verlassen Howard und Bernadette daraufhin die Party. Howard verlangt eine Entschuldigung bei Bernadette. Sheldon entschuldigt sich bei ihr, indem er die Kränkungen seiner Jugend aufzählt. Leonard und Penny diskutieren darüber, in welcher Situation sie ihren ersten Kuss hatten. Penny empfindet ihren tatsächlichen ersten Kuss als würdelos, so dass sie den zweiten Kuss zum offiziell ersten Kuss erklären. |           |                                      |                                 |                      |                                        |                 | |              |
| 262 | 7         | Die Ablehnungs-Attraktion            | The Grant Allocation Derivation | 1. Nov. 2018         | 12. Feb. 2019                          | Mark Cendrowski | Steve Holland, Dave Goetsch & Maria Ferrari Idee: Eric Kaplan, Anthony Del Broccolo & Alex Yonks                                                                                | 12,64 Mio.   |
| Die Clique baut ein Spielhaus für die Kinder von Howard und Bernadette, während Sheldon sein Wissen teilt. Bernadette nutzt die neue Versteckmöglichkeit jeden Tag, um sich eine dringend nötige Auszeit von ihrer Familie zu gönnen. Als zunächst Penny und schließlich Amy dazukommen, wird daraus ein Geheimclub. Howard weiß längst Bescheid, spielt das Spiel aber bereitwillig mit, auch, um ein Argument bei seinen zukünftigen Fehltritten zu haben. Präsident Siebert möchte, dass Leonard entscheidet, an wen Mittel aus Verwaltungszuschüssen verteilt werden sollen. Er nimmt die Verantwortung an und muss sich daraufhin mit den Schleimereien und extravaganten Anträgen der Bittsteller herumschlagen. Penny findet Gefallen an Leonards Ablehnungsgesten. Er grenzt die Auswahl auf drei Anträge ein, kann sich aber nicht weiter entscheiden. Präsident Siebert lehnt die Finanzierung von drei Projekten ab. Sheldon möchte ihm nicht helfen. Kurzerhand stellt Leonard einen eigenen Antrag und bewilligt diesen. |           |                                      |                                 |                      |                                        |                 | |              |
| 263 | 8         | Die Vollzugs-Verweigerung            | The Consummation Deviation      | 8. Nov. 2018         | 19. Feb. 2019                          | Mark Cendrowski | Eric Kaplan, Andy Gordon & Adam Faberman Idee: Chuck Lorre, Steve Holland & Maria Ferrari                                                                                       | 12,85 Mio.   |
| Raj lädt die Clique zu seiner Hochzeit nach Indien ein. Anu plant ihren ersten Sex mit Raj am Wochenende. Raj macht sich Sorgen, dass der Sex nicht gut werden könnte. Aufgrund der Stresssituation kehrt sein Problem zurück, nicht mit Frauen sprechen zu können, das er mit Champagner lösen muss. Nachdem Raj dies zugibt, antwortet Anu, dass sie Musik nicht ausstehen kann. Nachts bleibt es bei einer ausführlichen Unterhaltung. Erst am nächsten Morgen springen sie gemeinsam unter die Dusche. Sheldon macht sich Sorgen, dass er zu wenig Zeit mit Amys Familie verbringt. Er verabredet sich mit Amys Vater Larry. Dieser zeigt sich aber nur beeindruckt von Howards Zauberkünsten. Sheldon freundet sich daraufhin mit Amys Mutter an. Dabei kommt heraus, dass Amy Sheldons angebliche soziale Verpflichtungen als Ausrede benutzt, um keine Zeit mit ihrer Mutter verbringen zu müssen. |           |                                      |                                 |                      |                                        |                 | |              |
| 264 | 9         | Die russische Widerlegung            | The Citation Negation           | 15. Nov. 2018        | 26. Feb. 2019                          | Kristy Cecil    | Steve Holland, Dave Goetsch & Maria Ferrari Idee: Eric Kaplan, Tara Hernandez & Jeremy Howe                                                                                     | 12,56 Mio.   |
| Sheldon und Amy vergeben die Quellenrecherche zu ihrer Arbeit über die Super-Asymmetrie an Leonard und Raj, nachdem Leonard sich durch die Bewahrung des erfundenen Geheimnisses, Sheldon hätte eine Affäre mit einer Frau aus der Caltech-Kantine, als loyal erwiesen hat. In der Bibliothek finden sie einen russischen Artikel, den sie von Howard übersetzen lassen und der Sheldon und Amys Arbeit widerlegt. Leonard zögert, dies Sheldon zu sagen, wird aber von Penny dazu gedrängt. Sheldon verliert völlig die Nerven. Als auch Amy zugeben muss, am Boden zerstört zu sein, ziehen sich die beiden deprimiert auf die Couch zurück. Auch chinesisches Essen kann ihre Laune nicht mehr aufheitern. Howard und Raj spielen Fortnite. Bernadette möchte mitspielen, versagt aber kläglich. Penny stellt sich dagegen als Naturtalent in Fortnite heraus. Bernadette trainiert intensiv mit Stuarts Assistentin Denise, hat aber trotzdem keine Chance gegen Howard. Penny lässt sie daraufhin gegen sich gewinnen, was Bernadette überschwänglich feiert. |           |                                      |                                 |                      |                                        |                 | |              |
| 265 | 10        | Die Theorie-Trauer                   | The VCR Illumination            | 6. Dez. 2018         | 5. März 2019                           | Mark Cendrowski | Maria Ferrari, Andy Gordon & Jeremy Howe Idee: Steve Holland, Steven Molaro & Bill Prady                                                                                        | 12,52 Mio.   |
| Als Sheldon nach der Widerlegung der Super-Asymmetrie-Theorie alle seine Überzeugungen in Frage stellt und Amy sich deswegen Sorgen macht, holt Leonard eine Video-Kassette aus dem Safe, die eine Notfall-Ermunterung aus Sheldons Kindheit enthält. Die entscheidenden Sätze des jungen Sheldon sind allerdings durch ein Football-Spiel überspielt worden. Leonards Mutter schlägt ein Trauerritual vor, das von Sheldon in Form einer Wikinger-Bestattung der Theorie in der Badewanne durchgeführt wird. Dabei gerät der Badewannenvorhang in Brand. Das Video enthält auch eine Football-Halbzeit-Ansprache von Sheldons Dad, in der dieser dazu aufruft, niemals aufzugeben. Die Unterschiede und Gemeinsamkeiten zwischen Sheldon und seinem Dad lassen Amy erkennen, dass ihre Theorie beobachterabhängig interpretiert werden muss. Daraufhin stürzen sich beide wieder in die Arbeit. Bernadette ermuntert Howard, sich mit seiner Zaubershow, von der sie ein altes Video gesehen hat, beim Magic Castle zu bewerben. Sie bietet ihm ihre Hilfe bei der Show an. Howard entschließt sich jedoch, die Show auf seine Weise vor dem Magic Castle zu präsentieren, was spektakulär misslingt. |           |                                      |                                 |                      |                                        |                 | |              |
| 266 | 11        | Die Paintball-Partnerkrisen          | The Paintball Scattering        | 3. Jan. 2019         | 12. März 2019                          | Mark Cendrowski | Steve Holland, Eric Kaplan & Anthony Del Broccolo Idee: Maria Ferrari, Tara Hernandez & Adam Faberman                                                                           | 12,55 Mio.   |
| Die Online-Kommentare zur veröffentlichten Arbeit von Sheldon und Amy sind überschwänglich. Sie werden von Präsident Siebert in seinen privaten Speisesaal eingeladen. Bei der geplanten Medienkampagne soll Sheldon aufgrund seiner fehlenden sozialen Kompetenzen allerdings keine Interviews geben. Amys hervorragend durchgeführte Medienarbeit irritiert Sheldon, da eine Schlagzeile Amy als alleinige Beteiligte dastehen lässt. Bei einer von Leonard und Penny initiierten Paintball-Schlacht kommt es deswegen zu einem heftigen Streit zwischen den beiden. Ein Interview-Versuch mit Sheldon scheitert aber sofort. Stuarts Freundin Denise sucht einen neuen Mitbewohner. Dieses Angebot lässt Stuart panisch davonlaufen. Bei der Paintball-Schlacht wird er deswegen von Denise massiv beschossen. Leonard und Penny ermutigen ihn zu mehr Initiative. Stuart gibt ihr daraufhin den Schlüssel zu Howard und Bernadettes Wohnung. Raj sieht mittels einer Haustürkamera, wie seine Verlobte Anu einen Mann in ihre Wohnung lässt. Laut Anu handelt es sich dabei um ihren Ex-Freund, der ein paar Sachen abholen wollte. Da er Anu noch nicht genug kennt, stellt Raj daraufhin die geplante Hochzeit in Frage. |           |                                      |                                 |                      |                                        |                 | |              |
| 267 | 12        | Der Fortpflanzungs-Vorschlag         | The Propagation Proposition     | 10. Jan. 2019        | 19. März 2019                          | Mark Cendrowski | Maria Ferrari, Dave Goetsch & Eric Kaplan Idee: Chuck Lorre, Steve Holland & Jeremy Howe                                                                                        | 13,53 Mio.   |
| Penny, Bernadette und Amy treffen sich in einer Bar, während ihre Männer und Raj einen Dungeons & Dragons-Abend veranstalten. Die Freunde machen Raj dabei klar, dass er es nochmal mit Anu versuchen soll. Er spricht mit ihr und Anu stellt fest, dass sie längst Schluss gemacht haben. Sein Vater redet ihm ins Gewissen und drängt auf eine schnelle Entscheidung für oder gegen die Hochzeit. Raj bittet Anu um ein neues erstes Date. Sie willigt ein. Pennys Ex-Freund Zack gibt den Freundinnen eine Flasche Champagner aus und offenbart, dass er geheiratet und ein Vermögen durch den Verkauf seiner Firma gemacht hat. Er lädt Leonard und Penny zum Essen auf sein Boot ein. Leonard ist neidisch auf Zacks Erfolg. Penny hat die gleichen Gefühle. Zack und seine Frau bitten Leonard, Samen zu spenden, da Zack unfruchtbar ist. Leonard möchte Bedenkzeit und streitet sich heftig mit Penny. Bernadette und Amy halten zu Leonard. Sheldon stellt die emotionalen Probleme der Entscheidung dar. Penny stimmt schließlich zu, da sie selbst keine Kinder möchte und somit eigentlich kein Mitspracherecht hat. |           |                                      |                                 |                      |                                        |                 | |              |
| 268 | 13        | Der Nobelpreis-Diebstahlsversuch     | The Confirmation Polarization   | 17. Jan. 2019        | 27. Aug. 2019                          | Mark Cendrowski | Steve Holland, Maria Ferrari & Tara Hernandez Idee: Eric Kaplan, Andy Gordon & Anthony Del Broccolo                                                                             | 13,32 Mio.   |
| Während einer neuen Folge Spaß mit Flaggen erfahren Sheldon und Amy, dass ihre Theorie durch ein Experiment bestätigt wurde. Präsident Siebert macht ihnen daraufhin Hoffnung auf den Nobelpreis. Da der Nobelpreis aber nur an höchstens drei Personen vergeben werden kann, schlagen die zwei Wissenschaftler, die durch ein fehlgeschlagenes Experiment zufälligerweise auf die Theorie aufmerksam wurden und ebenfalls Anspruch auf den Nobelpreis erheben, vor, Amy von der Verleihung auszuschließen. Dies verärgert Sheldon. Als Amy davon erfährt, stimmt sie zu, um Sheldon glücklich zu machen. Sheldon erreicht aber bei Präsident Siebert, dass die Universität für sie beide um den Nobelpreis kämpft. Bernadettes Arzneimittel, das sie fünf Jahre lang entwickelt hat, wurde zugelassen. Sie möchte Penny als Verkaufsleiterin. Penny gaukelt Bernadette vor, dass sie noch Arbeit für ihre Chefin erledigen muss, da sie sich Sorgen macht, nicht gut genug für den Job zu sein. Bernadette durchschaut Penny aber und überzeugt sie letztendlich vom Gegenteil. |           |                                      |                                 |                      |                                        |                 | |              |
| 269 | 14        | Die Bewegungsmelder-Belästigung      | The Meteorite Manifestation     | 31. Jan. 2019        | 3. Sep. 2019                           | Mark Cendrowski | Eric Kaplan, Tara Hernandez & Jeremy Howe Idee: Chuck Lorre, Steve Holland & Maria Ferrari                                                                                      | 13,66 Mio.   |
| Weil Howard und Bernadette auf ihrer Terrasse von einem bewegungsmeldergesteuerten Scheinwerfer der Nachbarn geblendet werden, möchten sie die Rechtmäßigkeit des Balkons vom Ordnungsamt überprüfen lassen. Sheldon bietet seine Hilfe beim Ausfüllen der notwendigen Formulare an. Als er erfährt, dass die Terrasse (und das Badezimmer) von Howard und Bernadette ohne Genehmigung errichtet wurden, erwägt er eine Anzeige. Da er aber den Wert wahrer Freundschaft erkennt, bewirkt er stattdessen, dass die Nachbarn ihren Balkon abreißen müssen. Der Geologe Bert vermutet eine organische Struktur im Inneren eines gefundenen Meteoriten. Statt Leonards neuen Laser möchte er dazu aber seine Diamantsäge benutzen. Leonard, der stark unter seiner Allergie leidet, schleicht sich heimlich in das Büro mit dem Meteoriten und öffnet diesen mit dem Laser. Die freigesetzte organische Materie weckt in ihm das Verlangen nach Menschenfleisch und er beißt die hinzugekommenen Bert und Raj. Schweißgebadet erwacht Leonard aus einem Fiebertraum. |           |                                      |                                 |                      |                                        |                 | |              |
| 270 | 15        | Das Zuchthengst-Dilemma              | The Donation Oscillation        | 7. Feb. 2019         | 10. Sep. 2019                          | Mark Cendrowski | Steve Holland, Dave Goetsch & Maria Ferrari Idee: Bill Prady, Jeremy Howe & Adam Faberman                                                                                       | 13,97 Mio.   |
| Zack und seine Frau Marissa bedanken sich bei Leonard für seine Bereitschaft zur Samenspende (Folge 12: Der Fortpflanzungs-Vorschlag), machen ihm aber klar, dass er dafür fünf Tage auf Sex verzichten muss. Leonard willigt ein. Als Pennys Vater Wyatt zu Besuch ist und das Thema zur Sprache kommt, vergleicht Wyatt Leonard mit einem Zuchthengst. Leonard flüchtet vor seiner plötzlich sexverrückten Frau auf die Couch von Sheldon und Amy. Penny gesteht ihrem Vater, dass sie Angst hat, alle zu enttäuschen und sich beim Thema Kinder nicht sicher ist. Wyatt sichert ihr seine unbedingte Unterstützung zu. Als Leonard klar wird, dass Penny versucht, die Sache zu sabotieren, und er erkennt, dass es eigentlich nicht sein Kind werden wird, sagt er Zack und Marissa ab. Amy verbietet es Sheldon, als Ersatzmann einzuspringen. Howard hat vier Karten für den sogenannten Kotzbomber. Nachdem Sheldon, Leonard und Bert abgesagt haben, nimmt er schließlich neben Raj und dessen Verlobter Anu auch Bernadette (statt Stuart) mit, der es schnell schlecht wird (und die damit in Howards Augen ungeeignet für den Flug ist), die aber beweisen will, dass Howard sie nicht so gut kennt, wie er glaubt. Als sie kurz vor Beginn einen Rückzieher machen will, wendet sich ihre Argumentation gegen sie. Aufgrund ihrer Sturköpfigkeit findet sie sich schließlich doch im Flugzeug wieder.                                                             |           |                                      |                                 |                      |                                        |                 | |              |
| 271 | 16        | Die Prominenten-Peinlichkeit         | The D&D Vortex                  | 21. Feb. 2019        | 17. Sep. 2019                          | Mark Cendrowski | Eric Kaplan, Andy Gordon & Tara Hernandez Idee: Steve Holland, Maria Ferrari & Anthony Del Broccolo                                                                             | 13,48 Mio.   |
| Nachdem Sheldon vor Aufregung in Wil Wheatons Professor-Proton-Show dem Überraschungsgast William Shatner aufs Hemd gekotzt hat, findet er bei seiner Entschuldigung an Wils Haustür heraus, dass Wil D & D-Abende mit Prominenten bei sich zu Hause veranstaltet. Über Instagram erkennt die Clique, dass auch Stuart daran teilnimmt. Dieser hält dem Kreuzverhör der Freunde nicht stand und verlässt die D & D-Runde. Wil lädt daraufhin Leonard in die Runde ein, der dies gegenüber Penny aber nicht für sich behalten kann und ihr erzählt, dass neben Wil und William Shatner auch noch Kevin Smith, Joe Manganiello und Kareem Abdul-Jabbar Teil der D & D-Runde sind. Penny, Bernadette und Amy, die alle drei Manganiello anhimmeln, möchten daraufhin mitspielen. Wegen dieses Geheimnisverrats wird Leonard wieder ausgeladen. Wil wirft den nun in sein Haus drängenden Sheldon, Raj und Howard vor, nur von ihnen gemocht zu werden, weil er berühmte Leute kennt. Auf das Angebot der Freunde, bei ihnen D & D zu spielen, geht er nicht ein, sondern erlaubt stattdessen Penny, Bernadette und Amy mitzuspielen, die dies ihren Männern per Foto unter die Nase reiben. |           |                                      |                                 |                      |                                        |                 | |              |
| 272 | 17        | Das Menschen-Frosch-Problem          | The Conference Valuation        | 7. März 2019         | 24. Sep. 2019                          | Mark Cendrowski | Steve Holland, Maria Ferrari & Jeremy Howe Idee: Chuck Lorre, Steven Molaro & Eric Kaplan                                                                                       | 12,99 Mio.   |
| Penny fährt als Leiterin des Verkaufsteams für ein neues Arzneimittel zusammen mit Bernadette auf eine Messe, wo sie unter anderem Bekanntschaft mit der Konkurrenz macht, die sie abwerben will. Bernadette findet es undankbar von Penny, dass sie über das Angebot nachdenkt, da sie den Job als Verkaufsleiterin überhaupt erst ihretwegen bekommen hat. Nach einem Streit macht sie Penny jedoch deutlich, wie wichtig sie ihr ist, und so bleibt Penny bei ihr in der Firma. Währenddessen passt Howard auf ihre beiden Kinder auf und nutzt die Gelegenheit, um die anderen Freunde für ein paar Spielchen zu sich einzuladen. Sheldon hat zwar keine Lust auf Babysitten, aber die von Amy erwähnte Möglichkeit, dass sie ja einige ungefährliche Experimente mit den Babys durchführen könnten, stimmt ihn um. Während die anderen Spaß mit den Kindern haben, erfährt Leonard ein Déjà-vu und fragt seine Mutter Beverly, ob er während seiner Kindheit nur ein Experiment für sie war. Sie bestätigt dies und gesteht ihm, dass das Experiment noch läuft. |           |                                      |                                 |                      |                                        |                 | |              |
| 273 | 18        | Die Nobelpreisträger-Beleidigung     | The Laureate Accumulation       | 4. Apr. 2019         | 1. Okt. 2019                           | Mark Cendrowski | Dave Goetsch, Eric Kaplan & Maria Ferrari Idee: Steve Holland, Adam Faberman & David Saltzberg                                                                                  | 12,22 Mio.   |
| Dr. Campbell und Dr. Pemberton fahren eine PR-Tour, um sich für eine eventuelle Verleihung des Nobelpreises zum Thema der Superasymmetrie zu profilieren. Sie erstellen unter anderem „physikalische“ Musikvideos und sind zudem bei Ellen in der Show zu Gast. Sheldon und Amy sowie die Universitätsleitung befürchten eine Benachteiligung und wollen daher einen Empfang mit preisgekrönten Wissenschaftlern geben, um die Fachwelt von Amys und Sheldons Leistung zu überzeugen. Unglücklicherweise hat es sich Sheldon in der Vergangenheit mit vielen der geplanten Gäste verscherzt. Als auch selbstgebackene Kekse nicht weiterhelfen, besuchen Leonard und Penny die Wissenschaftler und überzeugen sie, dass sie sich auf dem Empfang selbst ein Bild machen sollen. Als jedoch ungeplant Dr. Campbell und Dr. Pemberton aufkreuzen, brennen bei Amy die Sicherungen durch und sie tituliert sie als Betrüger. Bei der Betreuung der Babys hört Bernadette eine rührende Geschichte über einen kleinen, ängstlichen Astronauten, die Howard den Babys zum Einschlafen erzählt. Sie kommt dadurch auf die Idee, einen Comic zu schreiben. Da ihre Zeichenkünste gegen Null gehen, bittet sie Stuart um Hilfe. Als dieser das entworfene Buch einem Verleger zeigt, befürchtet Howard eine Bloßstellung seiner Person bei einer möglichen Veröffentlichung. Bernadette appelliert aber an die Intention und den Wahrheitsgehalt der Geschichte und stimmt ihn so um. |           |                                      |                                 |                      |                                        |                 | |              |
| 274 | 19        | Das Roller-Revival                   | The Inspiration Deprivation     | 18. Apr. 2019        | 8. Okt. 2019                           | Mark Cendrowski | Steve Holland, Anthony Del Broccolo & Tara Hernandez Idee: Eric Kaplan, Maria Ferrari & Andy Gordon                                                                             | 11,44 Mio.   |
| Amy und Sheldon werden im Personalbüro für ihr Verhalten zusammengestaucht. Anschließend wird die neue Strategie beschlossen, dass die beiden sich von nun an nicht mehr öffentlich äußern. Dies ist insbesondere für Sheldon schwierig. Um sich zu entspannen, begeben sie sich in Floating-Tanks. Während Sheldon tiefenentspannt durch viele unendliche Mandelbrotmengen gleitet, ist Amy in ihren eigenen Schuldvorwürfen gefangen, da sie sich als Aushängeschild für alle Frauen in der Wissenschaft sieht und dementsprechend unter Druck steht. Nach einem Gespräch mit Penny und Leonard steht Sheldon Amy beruhigend zur Seite. Dies hilft ihr, sodass sie von sich aus zur Klärung ins Personalbüro geht. Howard sieht zufällig einen Roller, der seinem früheren Roller ähnelt. Kurzentschlossen kauft er sich einen neuen Roller, ohne es Bernadette mitzuteilen. Er und Raj haben viel Spaß bei den Fahrten, bis Bernadette von der Sache Wind bekommt. Während sie Angst um ihn hat und nicht will, dass er fährt, vermisst er seine Freiheit für eigene Entscheidungen. Letztlich verkauft er den Roller an Bert. |           |                                      |                                 |                      |                                        |                 | |              |
| 275 | 20        | Die Entscheidungsfindungs-Verwirrung | The Decision Reverberation      | 25. Apr. 2019        | 15. Okt. 2019                          | Mark Cendrowski | Eric Kaplan, Maria Ferrari & Jeremy Howe Idee: Steven Molaro, Steve Holland & Tara Hernandez                                                                                    | 11,84 Mio.   |
| Die Freunde schauen sich den neuen Film der Avengers in 3D an. Dabei wird Leonard leider schlecht. Er wusste zwar vorher, dass das passieren könnte, aber er hat sich nicht für den Film in 2D eingesetzt, was die These von Sheldon stützt, dass Leonard ein Satisficer ist. Penny möchte ihn unterstützen, dass er auch mal etwas für sich macht. Dies führt nicht nur zu Konflikten mit Sheldon, sondern auch mit Penny, nachdem Leonard ankündigt, einen Wechsel an eine andere Universität in Betracht zu ziehen. Er bekommt stattdessen von Präsident Siebert die Co-Leitung eines Projektes an der Uni, was ihn wieder zufrieden stellt. Raj entdeckt astronomische Objekte und will nicht von vornherein ausschließen, dass diese mit außerirdischem Leben in Verbindung stehen, da dies seiner wissenschaftlichen Einstellung widerstreben würde. Dadurch wird er jedoch bei Kollegen und in der Presse zur Lachnummer. |           |                                      |                                 |                      |                                        |                 | |              |
| 276 | 21        | Das Plagiats-Problem                 | The Plagiarism Schism           | 2. Mai 2019          | 22. Okt. 2019                          | Nikki Lorre     | Steve Holland, Dave Goetsch & Tara Hernandez Idee: Eric Kaplan, Maria Ferrari & Adam Faberman                                                                                   | 12,48 Mio.   |
| Sheldon und Amy suchen ein klärendes Gespräch mit Dr. Pemberton und Dr. Campell, das allerdings wenig erfolgreich endet. Dabei treffen sie jedoch auf Kripke, der ihnen mitteilt, dass er Beweise für ein Plagiat von Dr. Pemberton hat. Sheldon und Amy ringen mit sich, ob eine Veröffentlichung und eine damit einhergehende Beendigung der Karriere von Dr. Pemberton moralisch vertretbar ist. Leonard hat dazu eine klare Meinung und möchte ihnen insgeheim helfen, indem er an ihrer Stelle das Plagiat bekannt geben will. Penny plaudert jedoch, sodass Sheldon und Amy Leonard klar sagen, dass sie das nicht wollen. Stattdessen geben sie die Beweise bei einem erneuten Gespräch an Dr. Pemberton und stellen ihn vor die Wahl: Veröffentlichung oder Rückzug zum Thema Nobelpreis. Dr. Campell ist schwer enttäuscht von seinem Partner und es kommt zum Bruch des Duos. Dr. Campbell teilt Sheldon und Amy anschließend betrunken mit, dass er die Beweise veröffentlicht hat und Dr. Pemberton daraufhin entlassen wurde. Bernadette gesteht Howard, dass es früher noch eine andere Bedienung in der Cheesecake Factory gab, welche Interesse an ihm hatte. Howard sucht aus Eitelkeit nach ihr, realisiert dann aber, dass es ihm mit Bernadette an seiner Seite egal sein kann. |           |                                      |                                 |                      |                                        |                 | |              |
| 277 | 22        | Das Notting-Hill-Paradigma           | The Maternal Conclusion         | 9. Mai 2019          | 29. Okt. 2019                          | Kristy Cecil    | Maria Ferrari, Andy Gordon & Anthony Del Broccolo Idee: Steve Holland, Eric Kaplan & Jeremy Howe                                                                                | 12,59 Mio.   |
| Beverly ist zu Besuch bei ihrem Sohn Leonard. Ihr freundliches Verhalten verwirrt ihn und es stellt sich heraus, dass sie nur im Rahmen von Beobachtungen für ihr neues Buch so freundlich ist. Leonard ist davon sehr verletzt, zieht jedoch einen Schlussstrich und vergibt seiner Mutter, da er sie sowieso nicht ändern kann. Dies nimmt sie unerwartet emotional auf und sie umarmt ihren Sohn. Mit Raj, Stuart und Denise in der Wohnung ist es Bernadette und Howard zu viel. Unter diesen Umständen wollen Denise und Stuart bei ihr zusammen in die Wohnung ziehen, da sie einander lieben. Raj überlegt nach London umzuziehen, da Anu dort einen dauerhaften Job als Managerin angenommen hat und er sie als letzte Möglichkeit für Familie und Kinder sieht, trotz ihrer Interessenskonflikte. Er wird aber am Flughafen von Howard gestoppt. |           |                                      |                                 |                      |                                        |                 | |              |
| 278 | 23        | Die Keine-Konstante-Katastrophe      | The Change Constant             | 16. Mai 2019         | 5. Nov. 2019                           | Mark Cendrowski | Chuck Lorre, Steve Holland, Steven Molaro, Bill Prady, Dave Goetsch, Eric Kaplan, Maria Ferrari, Andy Gordon, Anthony Del Broccolo, Tara Hernandez, Jeremy Howe & Adam Faberman | 18,52 Mio.   |
| Sheldon, Leonard, Amy und Penny versuchen wach zu bleiben, um den Anruf des Nobel-Komitees nicht zu verpassen. Als Amy diesen entgegennimmt, kann Sheldon die positive Nachricht erst glauben, als Leonard ihn ohrfeigt. Vor der Haustür werden sie von den Medien überfallen, worauf Sheldon panisch flieht. Vor Interviews versteckt er sich in seinem Büro. Amy macht sich große Sorgen, unvorteilhaft auf Fotos auszusehen. Raj bietet sich als Style-Berater an. Mit dem überwältigenden Ergebnis ist Sheldon ganz und gar nicht einverstanden. Obwohl mittlerweile der Aufzug repariert wurde, flieht er über die Treppe. Penny zeigt ihm auf, wie sehr er sich verändert hat und dass Veränderung die einzige Konstante im Leben ist. Leonard redet sich darüber in Rage, wie viel Rücksicht er immer auf Sheldon nehmen musste, und zerstört dabei versehentlich Sheldons DNA-Modell. Sheldon akzeptiert schließlich die Veränderungen in seiner Umgebung und benutzt den Aufzug zu seiner Wohnung. |           |                                      |                                 |                      |                                        |                 | |              |
| 279 | 24        | Das Stockholm-Syndrom                | The Stockholm Syndrome          | 16. Mai 2019         | 12. Nov. 2019                          | Mark Cendrowski | Chuck Lorre, Steve Holland, Steven Molaro, Bill Prady, Dave Goetsch, Eric Kaplan, Maria Ferrari, Andy Gordon, Anthony Del Broccolo, Tara Hernandez, Jeremy Howe & Adam Faberman | 18,52 Mio.   |
| Zusammen mit Leonard baut Sheldon das zerstörte DNA-Modell wieder auf. Sheldon und Amy bereiten die Reise nach Stockholm vor, auf die sie ihre Freunde eingeladen haben. Howard und Bernadette lassen ihre Kinder bei Stuart und Denise. Sheldon übt seine Rede und schwört seine Freunde auf den Umgang mit den Schweden ein. Auf dem Flug können Leonard und Penny nicht mehr verheimlichen, dass Penny schwanger ist. Sheldons unterkühlte Reaktion auf diese Nachricht verärgert Leonard, der ihn einen Egoisten nennt. Trotz Sheldons Gefühlskälte und Problemen in Kalifornien beschließen die Freunde, Sheldon und Amy zu unterstützen und nicht abzureisen. Amy nutzt ihre Rede vor dem Nobel-Komitee, um junge Frauen für die Naturwissenschaften zu begeistern. Sheldon bedankt sich bei seiner Familie und allen Personen, die ihm in seinem Leben geholfen haben, für ihre Toleranz. Er ruft seine Freunde einzeln auf, entschuldigt sich bei ihnen für seinen Egoismus und gesteht ihnen und seiner Frau seine Liebe. The Big Bang Theory endet wie der Vorspann mit einem Abendessen der Freunde auf der Couch und einer sentimentalen Unplugged-Version des Titelliedes. |           |                                      |                                 |                      |                                        |                 | |              |